# Ljudevit Jurak

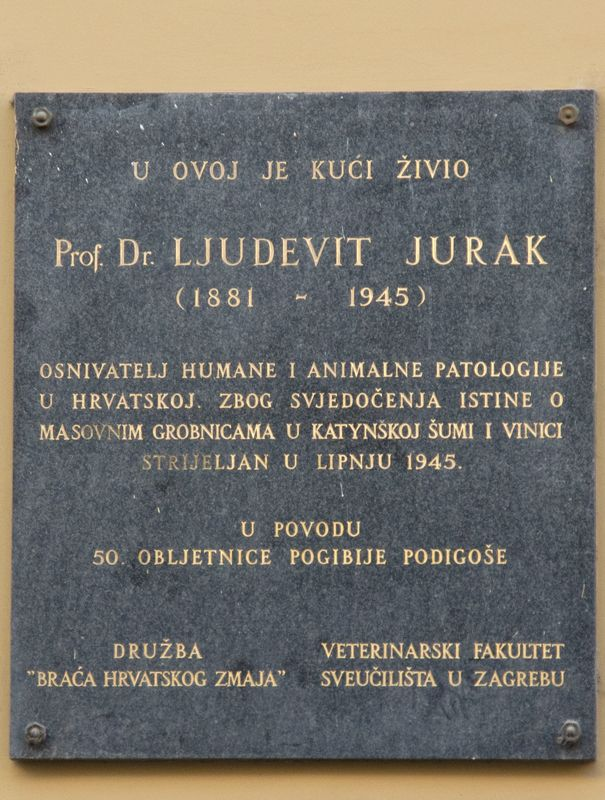
Emléktáblája egykori lakóhelyén, a Kallina-házon Zágrábban

Ljudevit Jurak (Zalug, 1881. október 6. – Zágráb, 1945. június 9.), horvát patológus, igazságügyi orvosszakértő, egyetemi tanár. A humán orvosi patológiai anatómia és az állatorvosi patológiai anatómia megalapítója Horvátországban

## Élete
1881-ben született a mai szlovén határ mellett, a Szutla partján fekvő Zalug faluban. Elemi iskolába a szlovéniai Rogaška Slatinán járt. A középiskolát 1902-ben Zágrábban végezte, majd 1910-ben Innsbruckban orvosként diplomázott. 1911 és 1914 között az Innsbrucki Egyetem Patológiai Anatómiai Tanszékének adjunktusa és az ottani Igazságügyi Orvostani Tanszék munkatársa volt. A zágrábi tartományi kormány 1914-es rendeletével Zágráb város összes közegészségügyi intézményének hivatalos kórboncnokává és proszektúrájának vezetőjévé nevezte ki, hamarosan pedig a bírói tábla állandó bírósági szakértője lett.
Az első világháború idején a zágrábi katonai kórházakban vette át a kórboncnoki munkát. 1920-ban a zágrábi Állatorvosi Főiskola Tanácsa meghívta az Általános Patológiai és Patológiai Anatómiai Tanszékre. A bécsi és a drezdai állatorvosi főiskolákon végzett képzés után 1921-ben az Állatorvosi Főiskola (1924-től Állatorvosi Kar) első rendes tanára és a Patológiai Anatómia Tanszék vezetője lett. Tanárok hiányában 1921-22-ben a Patológiai Anatómia, 1923 és 1932 között pedig a Törvényszéki Orvostani és az Orvostudományi Karon tanított. Emellett az Irgalmas Nővérek Kórházának állandó kórboncnoka, valamint részmunkaidőben a zágrábi Vasúti Mentőszolgálat laboratóriumának munkatársa volt.
A Vöröskereszt Nemzetközi Bizottságának tagjaként 1943-ban a vinnicai tömegsírokban fekvő, mintegy 1300 elhunyt halálának idejét és okát kutatta. Kizárólag tudományos módszerekkel és meglehetősen elfogulatlanul eljárva a bizottság egyértelműen arra a következtetésre jutott, hogy ezt a bűncselekményt Ukrajnában 1938-ban a szovjetek követték el. A tudományos igazság elvéhez ragaszkodva Jurak erről a „Hrvatski narod” folyóiratban számolt be (1943. év, 790. szám), melynek következtében közvetlen életveszélybe került. 1945 májusában letartóztatták. A zágrábi városparancsnokság bírósága „háborús bűncselekmények” miatt 1945. június 9-én golyó általi halálra ítélte és kivégezték. Sírja a zágrábi Mirigoj temetőben található. A Zágrábi Egyetem Szenátusának határozatával 1991-ben rehabilitálták, és róla nevezték el az Irgalmas Nővérek Kórházának Patológiai Osztályát.

## Munkássága
Horvátországban a humán és állatgyógyászati patológiai anatómia megalapítója, valamint az Állatorvostudományi Karon az akkori Európa leggazdagabb patoanatómiai gyűjteményének alapítója volt. Összehasonlító patológiával és szövettannal foglalkozott, a humán gyógyászat területén leginkább szív- és érrendszeri patológiával, neuropatológiával és hepatobiliáris patológiával foglalkozott. Az első volt, aki részletesen leírta és értelmezte a szív- és érrendszer károsodásának kórképét olyan betegeknél, akik életük során atrioventricularis blokádban szenvedtek. (Később ezt a kórt Maurice Lev amerikai patológusról nevezték el.)

## Emlékezete
Halálának 50. évfordulóján egykori lakóhelyén a zágrábi Kallina-házon emléktáblát avattak a tiszteletére.